# Marquesat de les Franqueses
El marquesat de les Franqueses és un títol nobiliari creat el 31 de desembre de 1913 pel rei Alfons XIII a favor de Joan Sanpera i Torras, en reconeixement de la tasca efectuada en benefici del poble de les Franqueses del Vallès (Vallès Oriental).
El títol va ser rehabilitat el 28 de novembre de 1961 per Pere Alier i Sanpera.

## Marquesos de les Franqueses
|                                    | Titular                 | Període                 |
| Creació per Alfons XIII            | Creació per Alfons XIII | Creació per Alfons XIII |
| ---------------------------------- | ----------------------- | ----------------------- |
| I                                  | Joan Sanpera i Torras   | 1913-                   |
| Rehabilitació per Francisco Franco |                         |                         |
| II                                 | Pere Alier i Sanpera    | 1963-                   |
| III                                | Pere Alier i Gasull     | 2001-2024               |

## Història dels marquesos de les Franqueses
- Joan Sanpera i Torras, I marquès de les Franqueses

Rehabilitat el 1961 per:
- Pere Alier i Sanpera, II marquès de les Franqueses, des de 1963.

1. Casat amb Misericòrdia Gasull Vilella. El succeí el seu fill:

- Pere Alier i Gasull, III marquès de les Franqueses, des de 2001.

1. Casat amb Isabel Ribot i Giménez.